# Radgrab von Stenkyrka

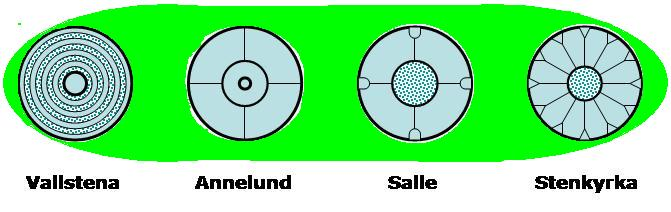
Formen von Radgräbern

Das Radgrab von Stenkyrka lag früher beim Gräberfeld von Lilla Bjärs, wurde aber wegen des Straßenausbaus archäologisch untersucht, abgetragen und am Heimathof, nahe der von Stenkyrka nach Westen führenden Straße rekonstruiert. Stenkyrka liegt im Norden der schwedischen Insel Gotland.
Das Radgrab, auch Radkreuzgrab (schwedisch Hjulgrav bzw. Hjulkorsgrav), ist eine eisenzeitliche (500 v. Chr. – 550 n. Chr.) Grabform in Dänemark und Skandinavien.
Das Radgrab von Stenkyrka hat etwa 17,0 m Durchmesser. Der äußere Rand besteht aus zwei Reihen Feldsteinen gleicher Größe. Zwischen diesen und der Nabe des Rades die aus einem niedrigen Steinhaufen (Röse) gebildet wird, sind Y-förmige „Speichen“ aus kleinen Steinen aus Rotsandstein gelegt. In dem am Rand eingefassten Steinhaufen in der Radmitte befanden sich zwei Steinkisten aus Kalksteinplatten, die geplündert waren.
Die am besten erhaltenen Radgräber liegen auf dem schwedischen Festland, auf Gotland und in Jütland. Das Radgrab von Rojrhagen in Linde auf Gotland mit einst 25 m Durchmesser ist heute zur Hälfte durch eine Straße zerstört. Viele Radgräber haben im Zentrum eine Steinkiste, die von Linde und Stenkyrka sogar zwei.